# 2962 Otto
2962 Otto eller 1940 YF är en asteroid i huvudbältet som upptäcktes den 28 december 1940 av den finske astronomen Yrjö Väisälä vid Storheikkilä observatorium. Den har fått sitt namn efter Otto Oskari Väisälä, en släkting till upptäckaren.
Asteroiden har en diameter på ungefär 17 kilometer och den tillhör asteroidgruppen Maria.